# Les cœurs se rencontrèrent
Pour plus de détails, voir Fiche technique et Distribution.
Les cœurs se rencontrèrent (Hjärtan som mötas) est un film suédois réalisé par Victor Sjöström, sorti en 1914.

## Fiche technique
- Titre original : Hjärtan som mötas
- Titre français : Les cœurs se rencontrèrent
- Réalisation : Victor Sjöström
- Scénario : Edvin Berndtson
- Photographie : Henrik Jaenzon
- Pays de production : Suède
- Format : Noir et blanc - Film muet
- Genre : drame
- Durée : 38 minutes
- Date de sortie : 1914

## Distribution
- Karin Molander : Margot, la fille d'Eberling
- Alfred Lundberg (en) : Eberling, grossiste
- Jenny Tschernichin-Larsson : Mme Ström
- Carlo Wieth : Albert, le fils de Mme Ströms
- Greta Almroth : la sœur d'Albert
- Richard Lund : l'ingénieur
- August Warberg (en) : Directeur du chantier naval
- John Ekman : le prétendant